# Johann Heinrich Ludwig von Bismark
Freiherr Johann Heinrich Ludwig von Bismark (* 1774 in Windheim; † 31. März 1816 in Biebrich) war 1806–1814 General-Adjutant in der Herzoglich Nassauischen Armee.

## Herkunft
Seine Eltern waren Heinrich Christian von Bismarck (* 12. März 1737; † 14. Februar 1804) und dessen Ehefrau Klara Margarethe Catharina Luise Spannuth (* 23. Oktober 1746; † 24. Juni 1787). Der württembergische Generalleutnant Friedrich Wilhelm von Bismarck (1783–1860) war sein Bruder.

## Leben
Bismark diente 11 Jahre lang in der hannoverschen Kavallerie und wechselte 1800 in das neu aufgestellte kurmainzer sogenannte „Scheithersche Jägerkorps“. Das Korps war 1800 mit britischen Subsidiengeldern für den Kurfürsten für den Kampf gegen Frankreich aufgestellt worden. Es bestand aus vier kompletten und vor allem kampferfahrenen Kompanien. Nassau übernahm dieses nach Verhandlungen mit dem Kurfürsten Ende 1802 in voller Montur und Bewaffnung. Es bildete in den nächsten Jahren den Kern der nassauischen Armee.
Bismark diente im III. nassauischen Bataillon und wurde am 28. Mai 1804 Major der reitenden Jäger. Am 7. Oktober 1806 wurde er zum Oberstleutnant befördert und gleichzeitig zum ersten General-Adjutanten der nassauischen Armee ernannt. Der General-Adjutant war der militärische Stellvertreter des Herzogs, der als Oberkommandierender fungierte.
Am 4. September 1808 wurde er zum Oberst befördert und 1813 zum Generaldirektor der Militärverwaltung ernannt. 1814 war er Kommandeur der Brigade bei der Blockade von Mainz. Im September 1814 wurde er zum Oberhofmarschall im Hofdienst ernannt.

## Familie
Er heiratete Anna Maria von Breidbach-Bürresheim gen. von Riedt (* 14. März 1789; † 31. Dezember 1871). Das Paar hatte mehrere Kinder:
- Friedrich August Ludwig (* 19. August 1809; † 16. April 1893), ab 1831 Graf von Bismarck-Schierstein, herzoglich naussauischer Bundesgesandter ⚭  Charlotte Henriette Williams-Wynn (* 1. November 1815; † 17. September 1873)[1]
- Auguste Antonie Luise (* 2. September 1810; † 5. Januar 1866) ⚭ 1835 Hans Carl von Thüngen (1804–1850)
- Franziska Friederike Sophie Charlotte (* 5. März 1813; † 19. Mai 1872), Gräfin von Bismarck-Schierstein ⚭ Graf Franz Friedrich Karl von Giech (* 29. Oktober 1795; † 2. Februar 1863)
- Karl Friedrich Alexander, Graf von Bismarck (* 5. Februar 1814; † 11. April 1892), naussauischer Major a. D.